# Список умерших в 1313 году

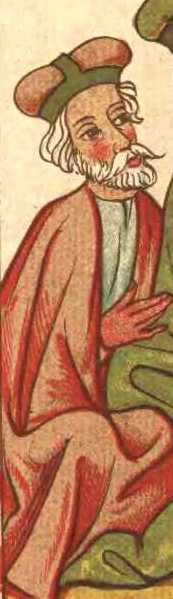
Болеслав II Мазовецкий

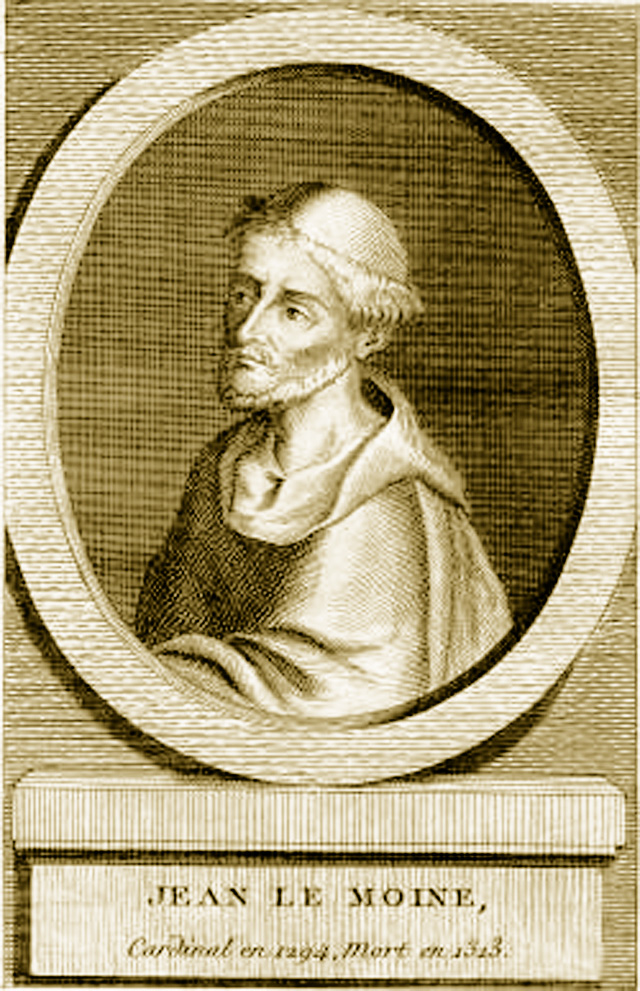
Жан Лемуан

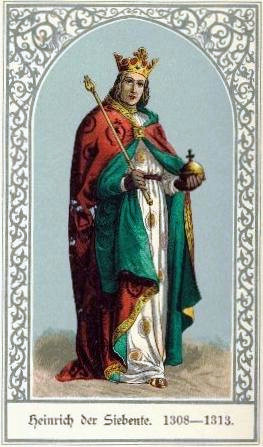
Генрих VII

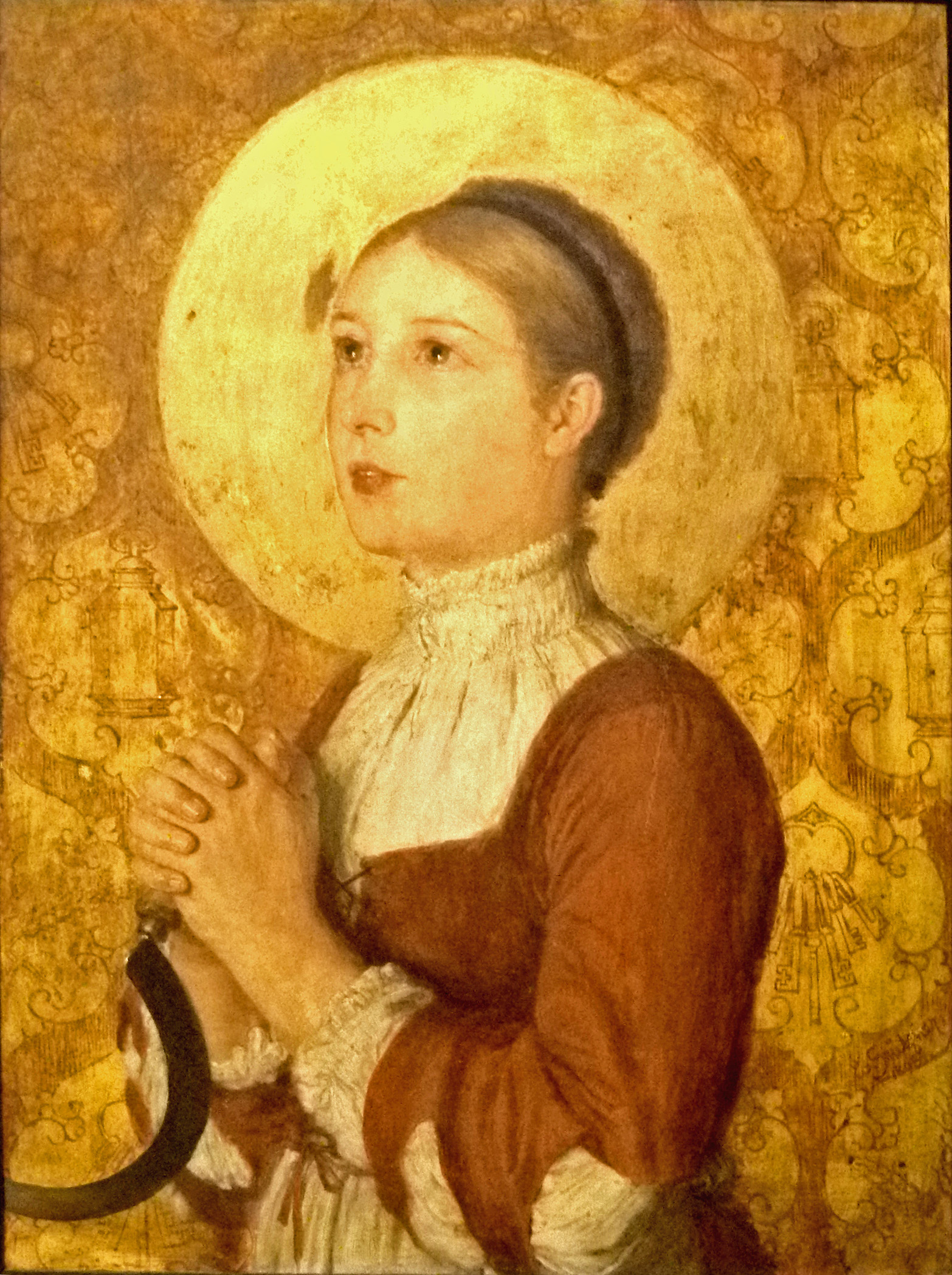
Нотбурга Роттенбургская

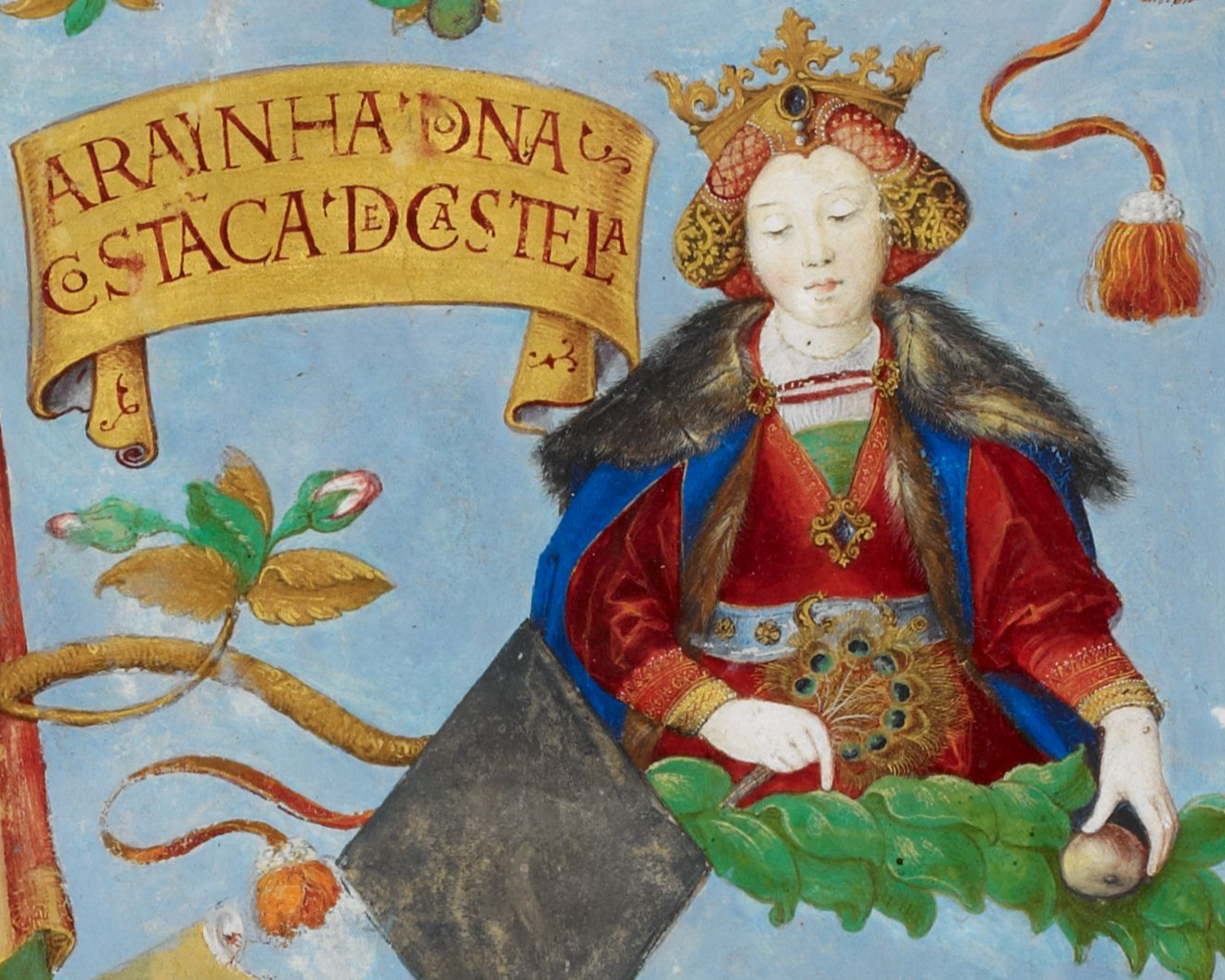
Констанция Португальская

В этой статье представлен список известных людей, умерших в 1313 году.
См. также: Категория:Умершие в 1313 году

## Январь
- 26 января — Конрад I фон Луппург[нем.] — епископ Гурка (1282), епископ Регенсбурга (1296—1313)

## Февраль
- 28 февраля — Джон Гастингс (50) — барон Гастингс (1290—1313), претендент на трон Шотландии.
- Симон II де Клермон де Нель[англ.] — епископ Нуайона (1297—1301), епископ Бове (1301—1313)

## Март
- Эгид Моносло — венгерский барон, глава казначейства (1270—1272, 1274—1275).

## Апрель
- 11 апреля — Гийом де Ногаре, советник и хранитель печати французского короля Филиппа IV Красивого, помогавший королю в уничтожении Ордена тамплиеров.
- 13 апреля — Гонсало Испанский[исп.] — испанский философ, генеральный министр ордена францисканцев (1304—1313)
- 20 апреля — Болеслав II Мазовецкий — князь мазовецкий, плоцкий и черский (1262—1313), князь сандомирский (1288—1289), князь краковский (1288—1289)
- 22 апреля — Бернардино да Полента — сеньор Червии (1297—1313)
- 24 апреля — Конрад II[нем.] — граф Ритберг (1282—1313)
- 26 апреля — Болад — монгольский государственный деятель, представитель великих ханов при дворе ильханов-Хулагуидов (1286—1311). Занимал посты чэнсяна (министра) и баурчи (стольника).

## Май
- 2 мая — Людвиг[нем.] — граф Арнсберг (1282—1313)
- 11 мая — Роберт Уинчелси — архиепископ Кетерберийский (1296—1313), канцлер Оксфорда.
- 14 мая — Болеслав I Опольский — князь Бытомский (1281/1282—1284), князь Опольский (1284—1313)
- 25 мая — Конрад I фон Берг[нем.] — епископ Мюнстера (1306—1310)

## Июль
- 24 июля — Ральф Бэлдок[англ.] — епископ Лондона (1304—1313), лорд-канцлер Англии (1307)
- 27 июля — Бернхард фон Прамбах[нем.] — епископ Пассау (1285—1313)

## Август
- 10 августа — Гвидо де Бэйсио[англ.] — итальянский католический юрист.
- 24 августа — Генрих VII — граф Люксембурга (1288—1313), король Германии (1308—1313), император Священной Римской империи (1312—1313)

## Сентябрь
- 1 сентября — Эмерико ди Кварт[англ.] — епископ Аосты (1302—1313)
- 3 сентября — Анна Пржемысловна (22) — дочь короля Чехии Вацлава II, королева-консорт Чехии (1306, 1307—1310), герцогиня—консорт Каринтии и Крайны (1310—1312), жена Генриха Хорутанского.
- 8 сентября — Рупен де Монфор[англ.] — титулярный сеньор Бейрута (1312—1313)
- 13 сентября — Нотбурга Раттенбергская[нем.] — австрийская святая римско-католической церкви, покровительница слуг и крестьян.

## Ноябрь
- 18 ноября — Констанция Португальская (23) — дочь короля Португалии Диниша I, королева-консорт Кастилии и Леона (1302—1312), жена Фердинанда IV.

## Декабрь
- 13 декабря — Иоганн Швабский — сын герцога Рудольфа II Швабского, убийца германского короля Альбрехта I.
- 14 декабря:
  - Андреас фон Гундельфинген[нем.] — епископ Вюрцбурга (1303—1313);
  - Арно де Кантелуп[фр.] — кардинал-священник San Marcello (1305—1313).

## Дата неизвестна или требует уточнения
- Мео Аббраччавакка — итальянский поэт, представитель сицилийско-тосканской школы.
- Адельгейда Габсбург (Опавская)[англ.] — племянница короля Германии Рудольфа I, княгиня-консорт Опавская (1283—1286), жена Микулаша I
- Александр Глебович — князь Мстиславский (1278—1281), великий князь Смоленский (1281 или 1297—1313).
- Анна Кантакузина, жена деспота Эпира Никифора I Комнина Дуки, правительница Эпира при своем малолетнем сыне Фоме I Комнине Дуки (1297—1313).
- Антонио дель Карретто, маркграф марки Ди Финале, титулярный маркграф марки Савона из династии Дель Карретто.
- Бонвесин де ла Рива[англ.] — ломбардский поэт и писатель, чьё творчество стало основой западноломбардского языка.
- Герхард II, граф Хойя.
- Гульельмо Аньелли — итальянский скульптор и архитектор
- Джон де Лече[англ.] — оппозиционный епископ Данкелда (1309—1311), архиепископ Дублина (1311—1313).
- Рудольф I — первый маркграф Хахберг-Заузенберга (1306—1312)
- Сесиль — графиня Родеза (1292—1313)
- Такацукаса Мототада[англ.] — японский государственный деятель, кампаку (1268—1273)
- Такла Хайманот — наиболее чтимый эфиопский святой, просветитель области Шоа и насадитель в ней монашества.
- Уолтер де Торнбури[англ.] — лорд-канцлер Ирландии
- Гуго ван Тримберг[нем.] — немецкий поэт и дидактик[1].
- Чан Куок Тян[англ.] — вьетнамский генерал.
- Эйдзи, легендарный правитель островного государства Рюкю.
- Яо Суй[англ.] — китайский поэт